# Jesús Puente
Pour les articles homonymes, voir Puente.
Jesús Puente, né le 18 décembre 1930 à Madrid et mort le 26 octobre 2000 dans la même ville, est un acteur espagnol.
Il a joué dans plus d'une centaine de films de 1957 à 2000.

## Biographie
Puente a commencé des études de médecine, qu'il a rapidement abandonnées pour se consacrer à ses ambitions d'acteur. Au début, il joue dans différentes troupes de théâtre et pour la radio nationale espagnole ; rapidement, il devient également comédien de doublage pour des films principalement américains ; il est par exemple la voix espagnole de James Stewart.
L'année 1957 marque ses débuts à l'écran — Muchachas de azul de Pedro Lazaga — et sur le petit écran ; bientôt, il joue fréquemment dans des rôles de genre pour plus de 120 productions ; la plupart du temps, il joue dans des productions à vocation commerciale comme des westerns spaghettis et des films policiers. En 1989, il réalise son seul et unique téléfilm Los ochentas son nuestros.
Puente a reçu deux fois le prix Ondas pour la télévision (en 1962 et 1990) ; en 1981, il a remporté le TP de Oro, qui lui a été décerné à nouveau en 1996 - pour l'ensemble de sa carrière.
Il a été marié à l'actrice María Luisa Rubio et plus tard à sa collègue Licia Calderón. Son pseudonyme parfois utilisé était Joe Punter.
Il est décédé le 26 octobre 2000 à l'âge de 69 ans des suites d'un infarctus.

## Filmographie
- 1957 : Las muchachas de azul (es) de Pedro Lazaga : Don César
- 1957 : El hombre que viajaba despacito (es) de Joaquín Luis Romero Marchent : sergent instructeur
- 1958 : El hereje (es) de Francisco de Borja Moro
- 1958 : El Cristo de los Faroles (es) de Gonzalo Delgrás : ami d'Antonio
- 1958 : Historias de Madrid (es) de Ramón Comas : un client de la diseuse de bonne aventure
- 1958 : Las chicas de la Cruz Roja de Rafael J. Salvia : joueur à l'hippodrome
- 1959 : Gayarre (es) de Domingo Viladomat (es) : Elorrio
- 1959 : Diez fusiles esperan (es) de José Luis Sáenz de Heredia : huissier de la cour martiale
- 1959 : Bombas para la paz (es) d'Antonio Román : Mr. Thompson, délégué des États-Unis
- 1959 : Les Tontons malabars (es) de Pedro Lazaga
- 1959 : Les Derniers Jours de Pompéi (Gli ultimi giorni di Pompei) de Sergio Leone : un sénateur romain
- 1960 : Trío de damas (es) de Pedro Lazaga : Juan
- 1960 : Assaut colline 408 (La fiel infantería) de Pedro Lazaga : caporal Silvestre
- 1960 : Días de feria (es) de Rafael J. Salvia : annonceur
- 1960 : La paz empieza nunca (es) de León Klimovsky : Mencia
- 1960 : Quand la graine de champion se fâche (es) de Pedro Lazaga : examinateur d'école d'entrepreneurs
- 1961 : Usted puede ser un asesino (es) de José María Forqué : assistant du commissaire Serbel
- 1961 : Teresa de Jesús (es) de Juan de Orduña : un maire
- 1961 : Un ange est arrivé (Ha llegado un ángel) de Luis Lucia Mingarro
- 1961 : Tres de la Cruz Roja (es) de Fernando Palacios : capitaine Martin
- 1962 : Diferente de Luis María Delgado (es) : invité à Noël
- 1962 : Aprendiendo a morir (es) de Pedro Lazaga : Marcos
- 1962 : Accidente 703 (es) de José María Forqué : Guardia civil (circulation)
- 1962 : Sabían demasiado (es) de Pedro Lazaga : Don Cipriano, le commissaire
- 1962 : Escuela de seductoras (es) de León Klimovsky : mari de Milagros
- 1962 : Les Dernières Aventures de Fra Diavolo de Giorgio Simonelli et Miguel Lluch
- 1963 : Eva 63 (es) de Pedro Lazaga : Fernando
- 1963 : La hora incógnita (es) de Mariano Ozores : mari de María
- 1963 : Rocío de La Mancha (es) de Luis Lucia Mingarro : Carlos
- 1963 : Les Conquérants du Pacifique (Los conquistadores del Pacífico) de José María Elorrieta : Francisco Pizarro
- 1964 : Ella y el miedo de León Klimovsky : conducteur
- 1964 : Cyrano et d'Artagnan d'Abel Gance (non crédité)
- 1964 : La Furie des Apaches (El hombre de la diligencia) de José María Elorrieta : juge Todd Driscoll
- 1964 : Sept du Texas (Antes llega la muerte) de Joaquín Luis Romero Marchent : Clifford
- 1964 : Fin de semana de Pedro Lazaga : Miguel
- 1964 : Les Pistolets maudits de Dallas (Las malditas pistolas de Dallas) de Pino Mercanti : Corbett
- 1965 : Más bonita que ninguna (es) de Luis César Amadori : époux de Fany
- 1965 : Le Petit Gondolier (Loca juventud) de Manuel Mur Oti
- 1965 : Deux Pistoleros au Far West (Dos caraduras en Texas) de Michele Lupo : capitaine Hernandez
- 1965 : Dans les mains du pistolero (Ocaso de un pistolero) de Rafael Romero Marchent : shérif Rogers
- 1965 : Adiós gringo de Giorgio Stegani : shérif Saul Slaughter
- 1966 : Un gangster revient de Brooklyn (Un gangster venuto da Brooklyn) d'Emimmo Salvi
- 1966 : Les Deux Filleuls du parrain (Due mafiosi contro Al Capone) de Giorgio Simonelli : Tony
- 1966 : Cent mille dollars pour Lassiter (La muerte cumple condena) de Joaquín Luis Romero Marchent : Frank Nolan
- 1966 : Le Serment de Zorro (El Zorro cabalga otra vez) de Ricardo Blasco : Général Esteban Garcia
- 1966 : Mission secrète pour Lemmy Logan de Giorgio Stegani : Wilson
- 1967 : Le Cobra de Mario Sequi : Stiarkos
- 1967 : Deux Croix pour un implacable (Dos cruces en Danger Pass de Rafael Romero Marchent : shérif T. Mitchell
- 1967 : Hold-up au centre nucléaire (El gran golpe de Niza) de Mario Caiano : Talbol
- 1967 : L'Homme qui venait pour tuer (Un hombre vino a matar) de León Klimovsky : Alex Turner
- 1967 : Bandidos de Massimo Dallamano
- 1968 : Gorbet
- 1968 : Ringo le vengeur (Dos hombres van a morir) de Rafael Romero Marchent : major Corbett
- 1968 : Persecución hasta Valencia
- 1969 : El regreso de Al Capone
- 1969 : Verano 70
- 1969 : ¿Por qué pecamos a los cuarenta? (es) de Pedro Lazaga : Luis
- 1969 : Hora cero: Operación Rommel
- 1969 : Tarzán en la gruta del oro
- 1969 : Perversion Story (Una sull'altra) de Lucio Fulci : sergent Rodriguez
- 1969 : A 45 revoluciones por minuto
- 1970 : Les Nuits de Dracula (Nachts, wenn Dracula erwacht) de Jesús Franco : ministre de l'intérieur
- 1970 : Une hache pour la lune de miel (Un hacha para la luna de miel) de Mario Bava
- 1970 : El mejor del mundo
- 1970 : Crimen imperfecto (es) de Fernando Fernán Gómez : commissaire Montero
- 1970 : El dinero tiene miedo
- 1971 : Martha (...dopo di che, uccide il maschio e lo divora) de José Antonio Nieves Conde : Don Carlos
- 1977 : Obsesión (es) de Francisco Lara Polop : Ignacio
- 1978 : El fascista, la beata y su hija desvirgada
- 1979 : Mi adúltero esposo
- 1980 : Despido improcedente
- 1983 : La avispita Ruinasa
- 1984 : Gritos de ansiedad
- 1984 : Sesión continua de José Luis Garci : Federico Alcántara
- 1984 : Memorias del general Escobar de José Luis Madrid : general Rojo
- 1984 : Violines y trompetas
- 1986 : Capullito de alhelí (es) de Mariano Ozores : Hilario
- 1986 : El orden cómico
- 1986 : Romanza final (Gayarre) (es) de José María Forqué : docteur
- 1986 : Los presuntos
- 1987 : Veredicto implacable
- 1987 : Le Buraliste de Vallecas (La estanquera de Vallecas) d'Eloy de la Iglesia : le commissaire Paíno
- 1987 : Asignatura aprobada de José Luis Garci : José Manuel Alcántara
- 1987 : Terroristas
- 1988 : Caminos de tiza de José Luis Pérez Tristán
- 1997 : Eso
- 2000 : You're the One: una historia de entonces de José Luis Garci : Dr. Bermann